# Han skal dog dø
Han skal dog dø er en dansk eksperimentalfilm fra 2010 med instruktion og manuskript af Jesper Ravn. Filmen er den tredje i en serie af fire film instrueret af Jesper Ravn - med og om Jørgen Leth.

## Handling
Filmen er optaget på én rulle 16 mm-film. Filmrullen blev klippet over i to lige lange stykker, som blev placeret i hvert sit kamera. Det ene kamera optog Jørgen Leth i totalbillede, det andet i nærbillede. Optagelsen kunne ikke afbrydes og ikke tages om.